# Campagne des îles Gilbert et Marshall
Seconde Guerre mondiale, 
Guerre du Pacifique
Batailles
Campagne des îles Gilbert et Marshall
- Raid sur les îles Gilbert et Marshall
- Raid de Makin
- Tarawa
- Makin
- Kwajalein
- Raid sur Truk
- Eniwetok

Japon :
- Raid de Doolittle
- Bombardements stratégiques sur le Japon (Tokyo
- Yokosuka
- Kure
- Hiroshima et Nagasaki)
- Raids aériens japonais des îles Mariannes
- Campagne des archipels Ogasawara et Ryūkyū
- Opération Famine
- Bombardements navals alliés sur le Japon
- Baie de Sagami
- Invasion de Sakhaline
- Invasion des îles Kouriles
- Opération Downfall
- Reddition du Japon

Pacifique central :
- Pearl Harbor
- Guam (1941)
- Wake
- Raid sur les îles Gilbert et Marshall
- Opération K
- Midway
- Opération RY
- Campagne des îles Gilbert et Marshall
- Campagne des îles Mariannes et Palaos
- Campagne des archipels Ogasawara et Ryūkyū
- Opération Inmate

Pacifique du sud-ouest :
- Nauru
- Invasion des Philippines (1941-42)
- Invasion des Indes orientales néerlandaises
- Opérations de l'Axe dans les eaux australiennes
- Raids aériens japonais sur l'Australie (1942-43)
- Opération Ke
- Campagne des îles Salomon
- Campagne de Nouvelle-Guinée
- Campagne des Philippines
- Campagne de Bornéo (1945)

Asie du sud-est :
- Invasion de l'Indochine (1940)
- Océan Indien (1940-45)
- Guerre franco-thaïlandaise
- Invasion de la Thaïlande
- Campagne de Malaisie
- Hong Kong
- Singapour
- Campagne de Birmanie
- Opération Kita
- Indochine (1945)
- Détroit de Malacca
- Opération Jurist
- Opération Tiderace
- Opération Zipper
- Bombardements stratégiques (1944-45)

Guerre sino-japonaise
Front d'Europe de l’Ouest
Front d'Europe de l’Est
Bataille de l'Atlantique
Campagnes d'Afrique, du Moyen-Orient et de Méditerranée
Théâtre américain
La campagne des îles Gilbert et Marshall est une opération amphibie lancée par les Américains en novembre 1943 sur le théâtre du Pacifique de la Seconde Guerre mondiale. Les opérations durent jusqu'en février 1944, et associent l'U.S.Pacific Fleet et le corps des Marines des États-Unis. Le but est d'établir des bases sur les îles Gilbert et Marshall, permettant ainsi de lancer des opérations aériennes sur le centre du Pacifique. Les informations rassemblées lors du raid de Makin en août 1942 permettent de mener à bien la campagne, qui commence avec la bataille de Tarawa. Terminée début 1944, ces opérations laissent place à la campagne des îles Mariannes l'été suivant.

## Contexte
Les Japonais occupent les îles Gilbert à peine trois jours après l'attaque de Pearl Harbor. Afin de défendre Tarawa, ils construisent une base d'hydravions sur Makin et disséminent des troupes le long des côtes de l'atoll afin de surveiller les mouvements des Alliés dans le Pacifique Sud. Après le raid de Makin mené par Evans Carlson en août 1942, le commandement japonais se rend compte de la vulnérabilité et de l'importance stratégique des îles Gilbert. La plus grande île de l'atoll est Tarawa, et elle revêt une importance stratégique certaine ; à partir de mars 1943, des fortifications sont rapidement construites par les Japonais et près de 5 000 hommes y sont en garnison. À titre de comparaison, les îles Makin disposent alors d'une garnison de 798 hommes, dont 100 personnels navigants.
Le général Holland Smith, commandant le Ve corps, blâme alors le raid de Carlson, car il a permis aux Japonais de se renforcer. Il préconise ainsi de contourner Tarawa afin d'éviter des pertes trop importantes,. Cependant, les amiraux Chester Nimitz, Ernest King et Raymond Spruance ne sont pas d'accord avec lui ; ils pensent qu'il est nécessaire de reprendre ces îles afin de pouvoir y installer des bases qui fourniront un soutien aérien à l'opération d'invasion des îles Marshall, nécessaires à l'avancée américaine vers le Japon. L'opération de capture des Gilbert prend pour nom de code Galvanic, et permet de reprendre Tarawa, Makin et Abemama.